# 萩の女 春日八郎の新しい歌
『萩の女 春日八郎の新しい歌』（はぎのひと かすがはちろうのあたらしいうた）は、1974年にリリースされた春日八郎のアルバム。

## 収録曲

### 第1面
1. 萩の女
  - 作詞:保富康午／作曲:浜圭介／編曲:小谷充
2. 慕情の街
  - 作詞:たなかゆきを／作曲:吉田矢健治／編曲:小町昭
3. 港町夜話
  - 作詞:藤間哲郎／作曲:桜田誠一／編曲:原田良一
4. 灯火のかぞえ唄
  - 作詞:猪又良／作曲・編曲:福島正二
5. 島のポンポン船
  - 作詞:横井弘／作曲・編曲:小川寛興
6. ハマの女
  - 作詞:夢虹二／作曲・編曲:川上英一
7. 酒場の二人
  - 作詞・作曲:浜圭介／編曲:小谷充

### 第2面
1. どっこい生きてるぜ
  - 作詞:石坂まさを／作曲:野々卓也／編曲:池多孝春
2. 笛吹川の子守唄
  - 作詞:落合武司／作曲:江口浩司／編曲:青木望
3. 幸子
  - 作詞:石坂まさを／作曲:野々卓也／編曲:池多孝春
4. 海峡
  - 作詞:下条ひでと／作曲:西脇功／編曲:原田良一
5. 復活
  - 作詞:永井ひろし／作曲:細川潤一／編曲:川上英一
6. 泣きむし流し唄
  - 作詞:矢野亮／作曲・編曲:林伊佐緒
7. なみだ川
  - 作詞:東條寿三郎／作曲:山口俊郎／編曲:原田良一

## 歌詞の中で歌われている風物・地名・人名

### 第1面
- 萩の女 - 藍場川、女台場

### 第2面
- 笛吹川の子守唄 - 笛吹